# Fusonema multilabiatum
Fusonema multilabiatum är en rundmaskart som beskrevs av Hans August Kreis 1928. Fusonema multilabiatum ingår i släktet Fusonema och familjen Chromadoridae. Inga underarter finns listade i Catalogue of Life.